# Miquel Alis Font
Miquel Alis Font, né en Andorre le 12 décembre 1944, est un homme politique andorran. 
Membre du Parti social-démocrate, il est membre du Conseil général de 1997 à 2003, avant d'être maire (cònsol major) de la paroisse d'Encamp entre 2004 et 2011.

## Parcours
- 1997-2001 : conseiller general
- 2001-2003 : conseiller general
- 2004-2011 : maire d'Encamp